# Ussel (Corrèze)

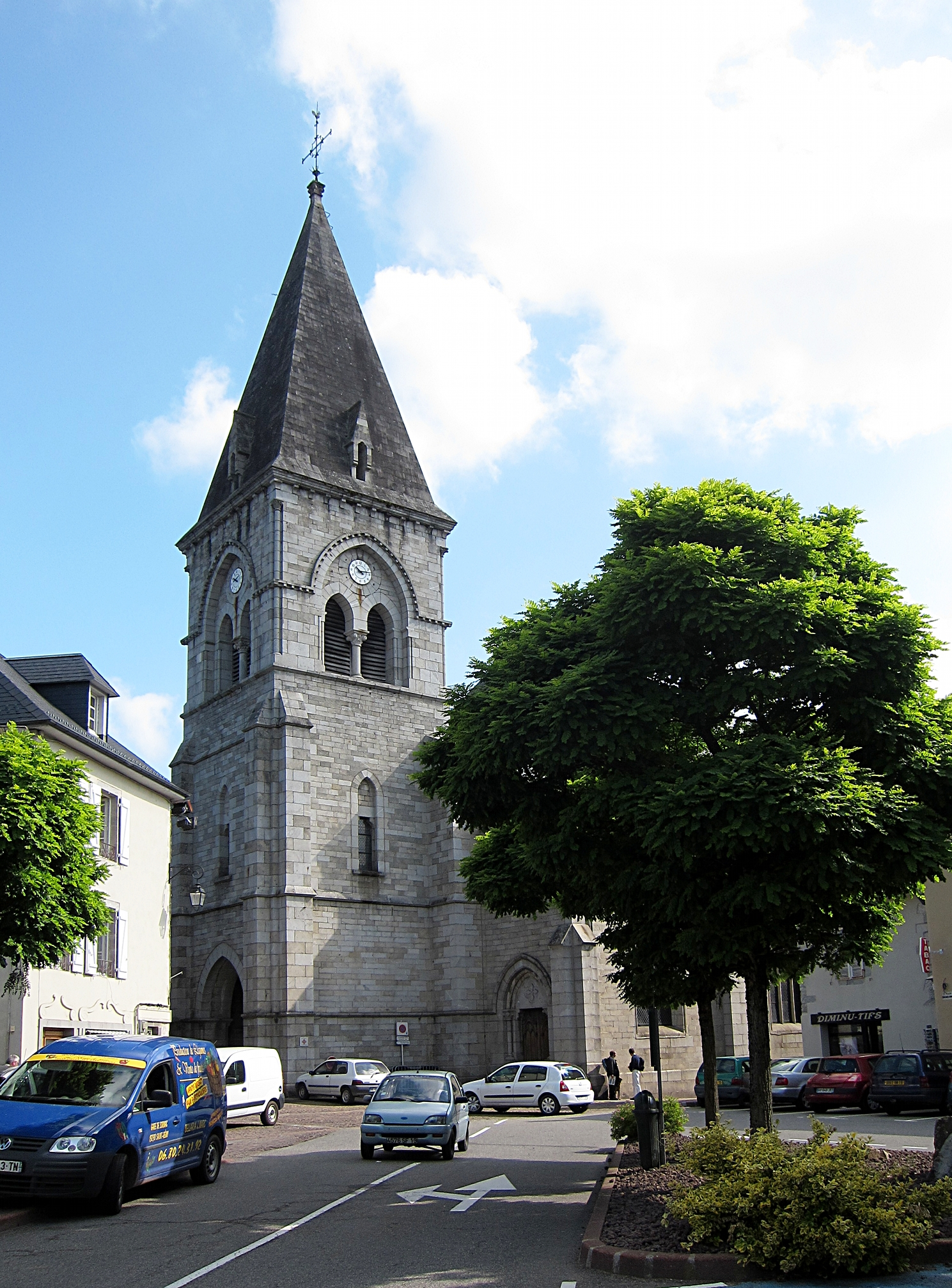
Kościół św. Marcina w Ussel, 2011

Ussel – miejscowość i gmina we Francji, w regionie Nowa Akwitania, w departamencie Corrèze.
Według danych na rok 1990 gminę zamieszkiwało 11 448 osób, a gęstość zaludnienia wynosiła 227 osób/km² (wśród 747 gmin Limousin Ussel plasuje się na 5. miejscu pod względem liczby ludności, natomiast pod względem powierzchni na miejscu 32.).

## Współpraca
- Auray, Francja